# Polowizja (Fluss)
Koordinaten: 48° 28′ 6″ N, 35° 2′ 36″ O
Die Polowizja (ukrainisch Половиця Polowizja, russisch Половица Polowiza) ist ein rechter Nebenfluss des Dnepr der durch die ukrainische Stadt Dnipro fließt.

## Name
Vom Flussnamen abgeleitet existierte in der Stadt ebenfalls die gleichnamige Sloboda Polowizja.
Der Fluss Schabokrjatsch (ukrainisch Жабокрячь) wird häufig mit dem Fluss Polowizja gleichgesetzt oder verwechselt.

## Geschichte
Seit der Grundsteinlegung der Stadt Dnipro am 9. Mai 1787 in Anwesenheit von Kaiserin Katharina II. und von Kaiser Joseph II. wuchs die Stadt beständig. Dieses Wachstum geriet jedoch bald bis an die Flüsse und Gräben die die Stadt durchzogen, und behinderte dieses immer öfter.
Der langsam fließende Fluss und die sumpfigen Gräben waren vielen Einwohnern, vor allem wegen des Gestanks und durch die bei starkem Regen immer wieder auftretenden Überflutungen der anliegenden Häuser und Straßen, ein Dorn im Auge. Viele Bewohner beschwerten sich deswegen schon Anfang des 19. Jahrhunderts  auch beim Stadtrat. Der Fluss wurde zunächst an vielen Stellen überbrückt, viele dieser Brücken sind bis heute erhalten. Dies half jedoch nur vorübergehend, denn weiterhin beschwerten sich viele Einwohner und das Wachstum der Stadt wurde durch den Fluss stark eingeschränkt. Zu dieser Zeit stieg auch der Bedarf an Kanalisationen immer weiter. In diesem Zusammenhang wurden viele Brücken zu Tunneln ausgebaut, um den Fluss zu begradigen. Vor allem in den späten 1900er Jahren, wurde der Fluss immer weiter verrohrt, und unter die Erde verlegt, und ist seitdem Teil der städtischen Kanalisation.

## Quelle
Die Flussquelle ist bis heute jedoch nicht abschließend bestimmt und es gibt immer wieder neue Erkenntnisse dazu.
Heute geht man davon aus, dass der Fluss auf dem Gebiet der Osjorka und des Lasar-Hloba-Parks entspringt.
Früher wurde als Ursprung häufig die „Rotaufständische Balka“ ⊙ (ukrainisch Червоноповстаньська Tscherwonopowstanska, russisch Красноповстанческая Krasnopowstantscheskaja, ehemals und umgangssprachlich auch „Lange Balka“ genannt) gesehen. Balka bezeichnet dabei einen saisonalen Bach oder kleinen Fluss der ein sumpfiges Kerbtal bildet. Dies ist jedoch eher der Ursprung des Schabokrjatsch, der selbst ein Zufluss des Polowizja ist.

## Verlauf
Da der Fluss und seine Zuflüsse, mit wenigen Ausnahmen, fast durchgängig verrohrt wurden und die Quelle bis heute umstritten ist, ist ein eindeutiger Verlauf nur schwer nachzuvollziehen. Es gibt dabei zwei Mögliche Verläufe.

### Quelle befindet sich um die Osjorka
Die Osjorka deren Gebiet bis 1880 noch unter Wasser stand, wurde erst durch einen Beschluss des Jekaterinoslawer Stadtrates (rus. городская дума) vom 16. April 1885, der erstmals ausgewählten Bürgern erlaubte hölzerne Fleischtheken am Ufer einzurichten, allmählich trockengelegt. Das Gewässer wurde später auf das Gebiet des Lasar-Hloba-Parks umgeleitet.
Der Fluss verlief von der Osjorka ausgehend dann südostwärts, bis er auf Höhe der (ukrainisch вулиця Андрія Фабра Andrij-Fabr-Straße) nach Norden umschwenkte und den heutigen Dmytro-Jawornyzkyj-Prospekt kreuzte und bis zur Mündung in den Dnepr so weitergeflossen ist.
Geht man davon aus, dass der Fluss erst weiter südöstlich mündet (siehe #Südliche Mündung), würde der Fluss von der Osjorka ausgehend zwischen der Alte-Kosaken-Straße und dem Dmytro-Jawornyzkyi-Prospekt bis zum Stadtzentrum folgen und den Prospekt erst hier kreuzen.

### Quelle befindet sich in der „rotaufständischen“ Balka
Dieser mögliche Verlauf entspricht vermutlich eher dem Verlauf der Schabokrjatsch.

## Mündung
Die Mündung ist nicht eindeutig, da der Fluss verrohrt ist und Teil der städtischen Kanalisation ist.
Es gibt dabei zwei verschiedene mögliche Verläufe, der erste wäre nordwestlich der heutigen (neuen) „zentralen“ Brücke und des Stadtkerns, beim anderen wäre die Mündung dagegen südöstlich der zentralen Brücke und des Stadtkerns.

### Nördliche Mündung
Der Fluss mündete historisch am wahrscheinlichsten zwischen den heutigen Wladimir Monomach-Straße und der Juliusz-Słowacki-Straße über die Uferpromenade in den Dnepr. Dies entspricht dem Straßenabschnitt 19 - 27 Sitscheslawska Naberezhna (ukrainisch 19 - 27 Січеславська Набережна) ⊙

### Südliche Mündung
Anderen Berichten zufolge mündete er erst weiter südöstlich, nämlich ungefähr 500 bis 550 Saschen – etwa 1,06 km bis 1,17 km –, vor der heutigen Klosterinsel ⊙.

## Schäden und Einstürze
Es gibt immer wieder Berichte von kleineren Einstürzen und Straßenschäden die auf den unterirdischen Plowizja und seine Zuflüsse, und den dadurch hohen Grundwasserpegel, zurückgeführt werden.
So wurde erst am 3. Februar 2021 von einem Einsturz an der Alte-Kosaken-Straße 40 ⊙ (russisch улица Старокозацкая 40) berichtet.
Viele Gebäude im Zentrum haben mit hohem Grundwasserpegel zu kämpfen, so auch das Schewtschenko-Theater ⊙ (ukrainisch Дніпр́овський націона́льний академі́чний украї́нський музи́чно-драмати́чний теа́тр і́мені Т. Г. Шевче́нка).

## Erwähnenswertes
Es gab schon geführte Exkursionen in die Tunnel unter dem Stadtzentrum.